# 6-я гвардейская стрелковая дивизия
6-я гварде́йская стрелковая Ро́венская ордена Ленина, Краснознамённая, ордена Суворова диви́зия (сокр. 6 гв. сд) — тактическое соединение Рабоче-крестьянской Красной армии в Великой Отечественной войне.

## История
Сформирована 26 сентября 1941 года путём преобразования из 120-й стрелковой дивизии.
В действующей армии с 10 октября 1941 года по 9 мая 1945 года.
В октябре 1941 года получила задачу прикрыть направление Орёл — Тула в районе Мценска, с 6 октября заняла рубеж обороны и вступила в бои, не позволив врагу продвинуться на Москву с юга. 12 декабря 1941 года, дивизия, совместно с другими частями, освободила город Ефремов.
Принимала участие в Московской битве, Болховско-Мценской наступательной операции, Курской битве (прикрывая направление на Ольховатку), Киевской наступательной операции, Киевской оборонительной операции, Житомирско-Бердичевской, Ровно-Луцкой, Львовско-Сандомирской, Сандомирско-Силезской, Нижнесилезской, Висло-Одерской, Берлинской, Пражской наступательных операциях.
Участвовала в освобождении Шостки, Ровно, Ельни.
Форсировала Десну, Днепр, Припять, Вислу, Одер.

### Послевоенный период
После войны дивизия находилась в составе Центральной группы войск. В январе 1946 года дивизия переформирована в 15-ю гвардейскую механизированную дивизию и передана в Белорусский военный округ (Борисов). В 1957 году переформирована в 47-ю гвардейскую танковую дивизию. 11 января 1965 года переименована в 45-ю гвардейскую танковую дивизию. 1 сентября 1987 года переформирована в 72-й отдельный гвардейский учебный центр. В 1992 году 72-й ОУЦ вошёл в состав ВС Белоруссии. В 2010 году ещё существовал, также готовил прапорщиков.

## Полное название
6-я гвардейская стрелковая Ровенская ордена Ленина, Краснознамённая, ордена Суворова дивизия

## Подчинение
- Резерв Ставки ВГК, 1-й особый гвардейский стрелковый корпус — на 01.10.1941
- Брянский фронт, 1-й особый гвардейский стрелковый корпус — на 05.10.1941
- Брянский фронт, 3-я армия, — на 01.01.1942
- Брянский фронт — на 01.04.1942
- Брянский фронт, 48-я армия — на 01.06.1942
- Центральный фронт — на 01.04.1943
- Центральный фронт, 13-я армия, 17-й гвардейский стрелковый корпус — на 01.07.1943
- 1-й Украинский фронт, 13-я армия, 76-й стрелковый корпус — на 01.01.1944
- 1-й Украинский фронт, 13-я армия, 27-й стрелковый корпус — на 01.04.1944 — до конца войны.

## Состав
| - 4-й гвардейский стрелковый полк - 10-й гвардейский стрелковый полк - 25-й гвардейский стрелковый полк - 34-й гвардейский артиллерийский полк - 11-й отдельный гвардейский истребительно-противотанковый дивизион - 2-я отдельная гвардейская разведывательная рота - 5-й отдельный гвардейский сапёрный батальон - 3-й отдельный гвардейский батальон связи (3-я отдельная гвардейская рота связи) - 126-й (7-й) отдельный медико-санитарный батальон - 9-я отдельная гвардейская рота химический защиты - 229-я (12-я) автотранспортная рота - 99-я (16-я) полевая хлебопекарня - 424-й (8-й) дивизионный ветеринарный лазарет - 84-я полевая почтовая станция - 81-я полевая касса Государственного банка | - 11-й учебный танковый Житомирский Краснознамённый полк, Печи - 114-й гвардейский учебный танковый Ченстоховский орденов Кутузова, Богдана Хмельницкого и Красной Звезды полк, Печи - 178-й учебный танковый Рижский Краснознамённый полк, Печи - 307-й гвардейский учебный мотострелковый орденов Кутузова и Богдана Хмельницкого полк, Печи - 622-й гвардейский учебный артиллерийский Висленский орденов Суворова и Кутузова полк, Печи - 600-й учебный зенитный артиллерийский полк, Печи - 3-й гвардейский отдельный учебный батальон связи - 207-й отдельный учебный инженерно-саперный батальон - 26-й отдельный учебный автомобильный батальон - 198-й отдельный учебный ремонтно-восстановительный батальон - 126-й отдельный учебный медико-санитарный батальон |

## Командиры
- Петров, Константин Иванович (26.09.1941 — 31.01.1942), генерал-майор (умер от ран 13.02.1942, похоронен в г. Елец).
- Черокманов, Филипп Михайлович (10.02.1942 — 27.06.1943), полковник, с 03.05.1942 генерал-майор.
- Онуприенко, Дмитрий Платонович (28.06.1943 — 16.08.1944), генерал-майор.
- Мадатян, Матевос Арестакович (17.08.1944 — 02.09.1944), подполковник.
- Иванов, Георгий Васильевич (03.09.1944 — январь 1946), полковник, с 27.06.1945 генерал-майор.

## Награды
- 21.07.1943 — Орден Красного Знамени — награждена указом Президиума Верховного Совета СССР от 21 июля 1943 года за образцовое выполнение боевых заданий командования на фронте борьбы с немецкими захватчиками и проявленные при этом доблесть и мужество.[4]
- 07.02.1944 — почётное наименование «Ровенская» — присвоено приказом Верховного Главнокомандующего № 022 от 7 февраля 1944 года за отличие в боях при освобождении города Ровно.
- 09.08.1944 — Орден Суворова II степени — награждена указом Президиума Верховного Совета СССР от 9 августа 1944 года за образцовое выполнение заданий командования в боях с немецкими захватчиками при прорыве обороны немцев на Львовском направлении, проявленные при этом доблесть и мужество.[5]
- 28.05.1945 — Орден Ленина — награждена указом Президиума Верховного Совета СССР от 28 мая 1945 года за образцовое выполнение заданий командования в боях при прорыве обороны немцев на реке Нейссе и овладении городами Котбус, Люббен,Цоссен, Беелитц, Лукенвальде, Тройенбритцен, Цана, Мариенфельде,Треббин, Рангсдорф, Дидерсдорф,Кельтов и проявленные при этом доблесть и мужество[6]

Награды частей дивизии:
- 4-й гвардейский стрелковый Одерский[7] Краснознамённый[8], орденов Богдана Хмельницкого[9] и Александра Невского полк
- 10-й гвардейский стрелковый орденов Богдана Хмельницкого[9] и Кутузова[10] полк
- 25-й гвардейский стрелковый Висленский[11] орденов Богдана Хмельницкого[8] и Александра Невского[10] полк
- 34-й гвардейский артиллерийский Висленский[11] орденов Суворова[8] и Кутузова[12] полк
- 11 отдельный гвардейский истребительно-противотанковый ордена Красной Звезды[12] дивизион

## Отличившиеся воины дивизии
В дивизии 69 Героев Советского Союза.
- Айтыков, Изгутты Курманбаевич (20.01. 1922 — 25.07.1944 года), гвардии старшина, комсорг батальона 10-го гвардейского Краснознамённого стрелкового полка, командир разведывательного отделения, Герой Советского Союза Звание присвоено 22.07.1944 года за бои в Белоруссии.
- Акимов Александр Васильевич, командир стрелкового взвода 4-го гвардейского стрелкового полка, гвардии младший лейтенант, Герой Советского Союза. Звание присвоено 10.04.1945 за бои января 1945 года, форсирование Одера.
- Андрейченко, Василий Евдокимович (1917 — 02.10.1943), гвардии старший сержант, командир огневого взвода 34-го гвардейского артполка Герой Советского Союза. Звание присвоено посмертно 16.10.1943 за отражение атаки танков с десантом близ станции Поныри и обеспечиение форсирования Днестра, Днепра, Припяти
- Анисимов, Алексей Васильевич, гвардии старший лейтенант, командир батареи 34-го гвардейского артиллерийского полка, Герой Советского Союза. Звание присвоено 10.04.1945 года за бои на плацдарме на реке Одер.
- Антипин, Михаил Иванович, гвардии красноармеец, наводчик станкового пулемёта 10-го гвардейского стрелкового полка. Звание присвоено 16.10.1943 года за форсирование реки Припять.
- Артамонов Иван Филиппович, гвардии лейтенант, командир батальона 25-го гвардейского стрелкового полка. Герой Советского Союза. Звание присвоено посмертно 16.10.1943 года за форсирование Десны и Днепра.
- Аухадиев, Койгельды (12.1907 — 29.09. 1943 года), гвардии младший сержант, командир расчёта противотанкового ружья 10-го гвардейского стрелкового полка. Герой Советского Союза. Звание присвоено посмертно 16.10.1943 года за бои во время переправы 23-24.09.1943 года через Днепр в Гомельской области.
- Богданов, Николай Дмитриевич, гвардии майор, командир дивизиона 34-го гвардейского артиллерийского полка, Герой Советского Союза. Звание присвоено 16.10.1943 за обеспечение форсирования Днепра.
- Бойко, Николай Павлович (05.05.1911 — 29. 03.1995), командир 8-й батареи 34-го гвардейского артиллерийского полка, гвардии старший лейтенант, Герой Советского Союза. Звание присвоено 16.10.1943 за обеспечение форсирования Днепра.
- Бондарь, Антон Филиппович.
- Будылин, Николай Васильевич (26.05.1899 — 27. 08.1975), гвардии подполковник, командир 10-го гвардейского стрелкового полка, Герой Советского Союза Звание присвоено 16.10.1943 года за бои во время переправы 23-24.09.1943 года через Днепр и Припять
- Бурцев, Дмитрий Петрович
- Бурченков, Сергей Васильевич
- Буторин, Николай Васильевич (24.12.1912 — 01.03.1945), гвардии сержант, пулемётчик 25-го гвардейского стрелкового полка, Герой Советского Союза. Звание присвоено 16.10.1943 года за бои во время переправы Днепр
- Буцыков, Иван Иванович (27. 05. 1907—1988), гвардии подполковник, командир 34-го гвардейского артполка Герой Советского Союза. Звание присвоено 16.10.1943 за обеспечение форсирования Днепра и Припяти.
- Власов, Алексей Васильевич
- Горчаков, Пётр Андреевич, командир батальона 540-го гвардейского стрелкового полка, старший лейтенант, Герой Советского Союза. Звание присвоено за оборонительные бои в районе Мценска.
- Демиденко, Иван Саввич
- Довгополый, Савелий Денисович
- Дойков, Александр Степанович, гвардии старший сержант, помощник командира взвода управления 111 гвардейского гаубичного артиллерийского полка РВГК. Перенагражден Указом Президиума Верховного Совета СССР от 30 декабря 1976 года.
- Должанский, Юрий Моисеевич, гвардии старший лейтенант, комсорг 10-го гвардейского стрелкового полка, Герой Советского Союза. Звание присвоено посмертно 16.10.1943 за форсирование Днепра.
- Егоров, Илья Егорович, (1924—1945) гвардии младший лейтенант, командир взвода 25-го гвардейского стрелкового полка, Герой Советского Союза. Звание присвоено 16.10.1943 за форсирование Днепра.
- Елеусов, Жанбек Акатович
- Ерин, Павел Константинович
- Земцов, Пётр Алексеевич
- Зенковский, Аркадий Иванович
- Иванов, Георгий Васильевич, полковник, командир дивизии, Герой Советского Союза.
- Иващенко, Иван Игнатьевич
- Калиниченко, Григорий Мартынович
- Кармацкий, Владимир Дмитриевич
- Каюкин, Михаил Иванович
- Клименко, Трофим Михайлович
- Кокорин, Фёдор Савинович
- Колбаса, Михаил Ефремович
- Кочетков, Степан Михайлович
- Краля, Тихон Архипович
- Лев, Борис Давыдович
- Лупырев, Иван Петрович
- Малофеев, Иван Филиппович
- Мануйлов, Василий Иванович
- Махорин, Иван Фёдорович, гвардии сержант, наводчик станкового пулемёта 25-го гвардейского стрелкового полка, Герой Советского Союза. Звание присвоено 15.01.1944 за бои при форсировании Днепра.
- Медведев, Александр Егорович, гвардии сержант, командир орудия 4-го гвардейского стрелкового полка, Герой Советского Союза Звание присвоено 16.10.43. года за удержание плацдарма на Припяти.
- Можиевский, Иван Елисеевич
- Нестеренко, Фёдор Григорьевич
- Новодран, Павел Фёдорович
- Омелин, Николай Титович
- Онуприенко, Дмитрий Платонович, генерал-майор, командир дивизии, Герой Советского Союза.
- Петренко, Василий Гаврилович
- Петров Николай Андреевич (1914 — 09.10 1943), гвардии сержант, наводчик ручного пулемёта 25-го гвардейского стрелкового полка, Герой Советского Союза Звание присвоено посмертно 15.01.1944 года за бои в Белоруссии и на Украине.
- Печенюк, Никита Карповичгвардии младший сержант, командовал отделением 3-го стрелкового батальона 4-го гвардейского стрелкового полка
- Пуков, Трофим Трофимович
- Радченко, Василий Иванович
- Розенко, Николай Петрович
- Савенко, Аким Ануфриевич
- Самбук, Иван Елисеевич
- Санеев, Евгений Иванович
- Серебрянников, Александр Георгиевич
- Сидорин, Александр Иванович
- Смирнов, Николай Андреевич, командир 25 гв.стрелкового полка, награждён 16.10.1943 г.
- Сокол, Иван Григорьевич, командир пулеметного отделения 25-го гвардейского стрелкового полка, гвардии сержант
- Суров, Александр Кузьмич, командир стрелковой роты 25-го гвардейского стрелкового полка
- Тарасов, Григорий Иванович
- Тимофеев Алексей Васильевич
- Улыбин, Иван Константинович, командир отделения 25-го гвардейского стрелкового полка, гвардии сержант
- Фирсов, Иван Иванович
- Хмелевский, Аркадий Сильвестрович
- Цибизов, Леонид Герасимович
- Чередниченко, Леонид Григорьевич, начальник артиллерии 25-го гвардейского стрелкового полка
- Шевченко, Григорий Макарович
- Щербаков, Павел Фёдорович
- Савченко, Иван Павлович, гвардии рядовой, вожатый 50-го отряда санитарных упряжек 10-го гвардейского стрелкового полка. Был награждён двумя орденами Славы III степени и двумя орденами Славы II степени. Перенаграждён орденом Славы I степени 26.12.1967 года.[13]
- Долгих, Владимир Иванович, политрук роты. В феврале 1943 года тяжело ранен и признан негодным к службе в армии. Впоследствии первый секретарь Красноярского крайкома партии, секретарь ЦК КПСС, кандидат в члены Политбюро ЦК КПСС, дважды Герой Социалистического Труда.

* 148 - награждены Орденом Ленина 
- 353 -  награждены Орденом Красного Знамени
- 3 -  награждены Орденом Суворова 2-й степени
- 10 -  награждены Орденом Суворова 3-й степени
- 1 -  награжден Орденом Кутузова 2-й степени
- 1 -  награжден Орденом Кутузова 3-й степени
- 10 -  награждены Орденом Богдана Хмельницкого 3-й степени
- 105 -  награждены Орденом Александра Невского
- 1016 -  награждены Орденом Отечественной Войны
- 4791 -  награждены Орденом Красной Звезды
- 1451 -  награждены орденами Славы
- 7181 -  награждены Медалью За Отвагу
- 4260 -  награждены медалью "За Боевые Заслуги"[источник не указан 3042 дня]